# Quincas Laranjeiras
Joaquim Francisco dos Santos, conhecido como Quincas Laranjeiras, (Olinda, 8 de dezembro de 1873 — Rio de Janeiro, 3 de fevereiro de 1935) foi um compositor e violonista brasileiro.
Estabeleceu-se no Rio de Janeiro com apenas seis meses de idade. Seu pai era carpinteiro de profissão e tinha fama de bom violeiro. 
Frequentava a casa de música Rabeca de Ouro, instalada na rua da Carioca, onde travou conhecimento com os grandes violonistas da época. Junto a outros colegas do instrumento, colaborou para a fundação e organização da Estudantina Arcas, onde passou a lecionar violão. Foi precursor do ensino de violão por partitura e decisivo na formação dos mais importantes violonistas de sua época.
Participou do grupo que se reunia no Cavaquinho de Ouro, situado na atual Rua da Carioca, do qual faziam parte Heitor Villa-Lobos, Anacleto de Medeiros, Zé do Cavaquinho, Juca Kalut, João Pernambuco e Irineu de Almeida, entre outros. 

## Composições
- Andantino
- Dores d'alma
- Prelúdio em ré menor
- Sabará
- Sonhos que passam